# Кшева
Кшева (изнач. на великорусс. Кшеро)  — деревня в Батецком районе Новгородской области России. Входит в состав Передольского сельского поселения.

## География
Деревня находится в северо-западной части Новгородской области, в пределах Приильменской равнины, в зоне хвойно-широколиственных лесов,  среди псковских длинных курганов, при автодороге 49Н-0134 и к югу от автодороги 49К-01. Деревня стоит на реке Кшевка, которая впадает в реку Луга.

### Климат
Климат характеризуется как умеренно континентальный, влажный, с коротким нежарким летом и умеренно холодной зимой. Среднегодовая многолетняя температура воздуха составляет 3,7°С. Средняя многолетняя температура самого холодного месяца (января) составляет −8,7 — −7,9°С, средняя температура самого тёплого (июля) — 16,9 — 17,8 °С. Вегетационного период начинается в третьей декаде апреля и длится в среднем 170—175 дней Среднегодовое количество осадков — 550—600 мм, из которых большая часть выпадает в тёплый период. Снежный покров держится в течение 140 дней.

### Часовой пояс
Деревня Брод, как и вся Новгородская область, находится в часовой зоне МСК (московское время). Смещение применяемого времени относительно UTC составляет +3:00.

## Население
| 1862 | 2010 |
| ---- | ---- |
| 123  | ↘5   |

### Национальный состав
Согласно результатам переписи 2002 года, в национальной структуре населения русские составляли 100 % из 6 чел.

## Инфраструктура
Личное подсобное хозяйство с зоной сельскохозяйственного использования, индивидуальная застройка усадебного типа. Раньше стояла православная часовня Тихвинской Иконы Божией Матери, её первое упоминание в 1858 году.

## Сельское хозяйство
"Красная Кшева" - колхоз, образованный в марте 1933 года жителями Кшевы. В состав колхоза вошли 27 хозяйств деревни с проживающими в них 133 жителями, 67 из которых были колхозниками.

## История

### Этимология
Вероятнее всего, деревня названа в честь реки Кшевка, чье название восходит к лексической основе крьщева, связанной со словами крест и крещение.

### Древняя Русь
В средневековье здесь существовал Передольский погост. Погост здесь основан, в легендарные время Княгини Ольги, когда она по пути в Новгород в 947 году ставила погосты и дани по рекам Мсте и Луге. Здешняя местность в средневековье называлась «волостью Лугой». Она изобилует древнерусскими археологическими памятниками — курганами, сопками, селищами VIII—XIV вв. Неподалёку расположена «Шум-гора», или «Большая сопка» — самый большой курган средневековой Европы. По местным легендам именно здесь расположена могила Рюрика.

### Русское государство
" Описание Передольского погоста в 1629 году.
Документ хранится в РГАДА в Описях Поместного Приказа.
……. За Антоном Ивановым сыном Лихаревым сельцо Горка (по всей видимости будущая деревня Лихарева Горка) деревня Подгорье пустоши Брод Кшеро (по всей видимости будущая деревня Кшева) ……. "

### Российская империя

#### XVIII век
Деревня Кшева перешла в состав Передольской волости Лужского уезда Санкт-Петербургской губернии в 1777 году.

#### XIX век
```
КШЕВА - деревня, при 
колодцах
, число 
дворов
 - 21, число жителей - 123 (м.п. - 63, ж.п - 60), 
часовня православная
. (
1858
 год)
```

### Советский период (РСФСР)
С 1927 по ноябрь 1928 года деревня входила в состав Подберёзского сельсовета Батецкого района Ленинградской области.
В ноябре 1928 года Кшева передана в Подгорский сельсовет.
Во время Великой Отечественной войны Кшева была захвачена фашистскими войсками в результате боёв 11 августа 1941 года. Освобождён Красной Армией 15 февраля 1944 года.
» Выписки из донесений дивизии, в которых упоминаются населенные пункты района и даты их освобождения.
15.02.1944 г.
Всё ещё шли бои за освобождение территории Батецкого района.

Этот день принёс свободу деревням: Лихарева Горка, Кшева, Брод, Подгорье, Подберезье и другим. "
После освобождения, Кшева Подгорского сельсовета Батецкого района в 1944 году включена в состав образованной в том же году Новгородской области.
Деревня Кшева, в соответствии с Указом Президиума Верховного Совета РСФСР от 16 июня 1954 года № 744/46 «Об объединении некоторых сельских Советов района» и решения Батецкого райисполкома от 5 июля 1954 года № 282, передана в Передольский сельсовет.
В 1958 году решением Батецкого райисполкома от 29.08.1958 № 547 Передольский сельсовет разукрупнили, из него выделили Заупорский сельсовет с населённом пунктом Кшева.
В 1965 году решением облисполкома от 20.09.1965 года № 512 Ожогинский сельсовет объединили с Заупорским сельсоветом, объединённый сельсовет стал называться Передольский, в котором состояла Кшева.

### Россия
С 2005 года принадлежит к муниципальному образованию Передольское сельское поселение.